# 巡行征赋

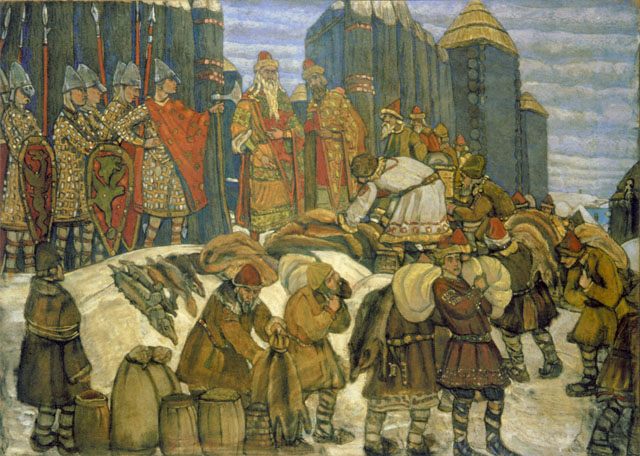
《征收贡赋》（Собирают дань），尼古拉斯·洛里奇绘

巡行征赋 （俄语： полюдье) 又称索贡巡行，是基辅罗斯的统治者向其居民征收贡物的一种方式。  每年冬天，基辅罗斯的统治者離開基輔访问克里維奇人、德列夫利安人、塞韋里亞尼人、德雷维安人和其他部落。這些部落有的會上交金钱，有的上交毛皮或其他商品，还有的會上交奴隶。 4月，基辅罗斯的统治者返回基辅。
根據《往年纪事》的記載，伊戈尔·留里科维奇因向德雷维安人索取雙倍贡品而被德列夫良人殺死。基辅的奥尔加於是不再通過巡行征赋收取貢品，而是讓自己的下屬去收集貢品。